# Orbiel
Orbiel – rzeka we Francji, przepływająca przez tereny departamentów Tarn i Aude, o długości 41 km. Stanowi dopływ rzeki Aude.

## Geografia
Źródła rzeki znajdują się w południowej części Masywu Centralnego, w paśmie górskim Montagne Noire, na stoku góry Pic de Montaud, na południowy zachód od miasta Mazamet, w departamencie Tarn. Uchodzi do rzeki Aude w miejscowości Trèbes, na wschód od Carcassonne, w departamencie Aude.
Orbiel przepływa przez 2 departamenty, w tym 14 gmin:
TarnLabruguière (źródło), Mazamet
AudeLes Martys, Miraval-Cabardes, Mas-Cabardès, Les Ilhes, Limousis, Lastours, Fournes-Cabardès, Conques-sur-Orbiel, Villalier, Villedubert, Bouilhonnac, Trèbes (ujście)

## Dopływy
Orbiel ma około 20 opisanych dopływów. Do najdłuższych z nich należą Russec (lub Rieu Sec), Rieutort i Clamoux.